# De 1000 faners fest på Dybbøl
|  | Denne artikel er oprettet af botten Steenthbot ud fra en ekstern database. Den kan derfor have sproglige fejl eller mangler. Denne skabelon kan fjernes efter kontrol af indholdet. |

De 1000 faners fest på Dybbøl er en dansk dokumentarisk optagelse fra 1949.

## Handling
Fra Sønderborg marcherer soldater, brandmænd, spejdere og andre til Dybbøl Skanser, hvor Danmarkssamfundet har arrangeret "De tusind faners fest" for at markere Grundlovens 100 års jubilæum i 1949. Kongefamilien deltager også i festlighederne.

## Medvirkende
- Dronning Ingrid
- Kong Frederik IX
- Prinsesse Elisabeth
- Hans Hedtoft
- Arveprins Knud